# Kecamatan Padang Cermin
Kecamatan Padang Cermin är ett distrikt i Indonesien.   Det ligger i provinsen Lampung, i den västra delen av landet, 200 km väster om huvudstaden Jakarta.